# Roslyn Gentle
Roslyn Gentle, nata Ros Gentle & Roz Gentle (Gulgong, 15 settembre 1950), è un'attrice australiana.

## Biografia
Ros Gentle nasce a Gulgong in Australia il 15 settembre 1950.

### Carriera
Gentle inizia la sua carriera di attrice in Australia. Il suo primo ruolo importante arriva nel 1985 nella soap opera Neighbours interpretando Anna Rossi. Nel corso della sua carriera appare in diverse serie tv come The Restless Years, Carson's Law, Special Squad, Wandin Valley, Dottori agli antipodi, Home and Away, G.P., Kickin' It - A colpi di karate, Hello Ladies, 911: Emergenze imbarazzanti, Tattoo Nightmares, Agent X, Il caso O.J. Simpson, Lucifer, Picnic at Hanging Rock, American Horror Story, Our Flag Means Death, Dahmer - Mostro: la storia di Jeffrey Dahmer, High Desert, Febbre d'amore e Il tempo della nostra vita e in diversi film tra cui Il vendicatore, Suing the Devil, Essere James Bond, Bombshell - La voce dello scandalo e Nightbitch. Bestia di notte.

## Filmografia

### Cinema
- Il vendicatore (1989)
- Suing the Devil (2011)
- Essere James Bond (2017)
- Bombshell - La voce dello scandalo (2019)
- Nightbitch. Bestia di notte (2024)

### Televisione
- Carson's Law - serie TV, 2 episodi (1983)
- Special Squad - serie TV, 1 episodio (1984)
- Neighbours - soap opera, 8 episodi (1985)
- Mother and Son - serie TV, 2 episodi (1985)
- Land of Hope - serie TV (1986)
- Wandin Valley - serie TV, 5 episodi (1986-1988)
- Home and Away – soap opera, 6 episodi (1988, 1994)
- G.P. - serie TV, 1 episodio (1994)
- Kickin' It - A colpi di karate – serie TV, 1 episodio (2012)
- Hello Ladies - serie TV, 1 episodio (2013)
- 911: Emergenze imbarazzanti - serie TV, 1 episodio (2013)
- Tattoo Nightmares - serie TV, 1 episodio (2015)
- Agent X - serie TV, 1 episodio (2015)
- Il caso O.J. Simpson - serie TV, 7 episodi (2016)
- Lucifer - serie TV, 1 episodio (2018)
- Picnic at Hanging Rock - serie TV, 4 episodi (2018)
- Wild West Chronicles - serie TV, 1 episodio (2021)
- American Horror Story - serie TV, 1 episodio (2021)
- Our Flag Means Death - serie TV, 1 episodio (2022)
- Dahmer - Mostro: la storia di Jeffrey Dahmer (Mommy, I Didn't Do It) - serie TV, 1 episodio (2022)
- High Desert - serie TV, 1 episodio (2023)
- Febbre d'amore - soap opera, 1 episodio (2023)
- Il tempo della nostra vita - soap opera (2025)